# Sälggetingbock
Sälggetingbock (Rusticoclytus pantherinus) är en skalbaggsart som först beskrevs av Savenius 1825.  I den svenska databasen Dyntaxa används istället namnet Xylotrechus pantherinus. Enligt Catalogue of Life ingår sälggetingbock i släktet Rusticoclytus och familjen långhorningar, men enligt Dyntaxa är tillhörigheten istället släktet Xylotrechus och familjen långhorningar.
Artens utbredningsområde är Frankrike. Enligt den svenska rödlistan är arten nära hotad i Sverige. Arten förekommer i Götaland, Svealand, Nedre Norrland och Övre Norrland. Artens livsmiljö är skogslandskap, jordbrukslandskap, stadsmiljö. Inga underarter finns listade i Catalogue of Life.